# Niclas Ekberg
Pour les articles homonymes, voir Ekberg.

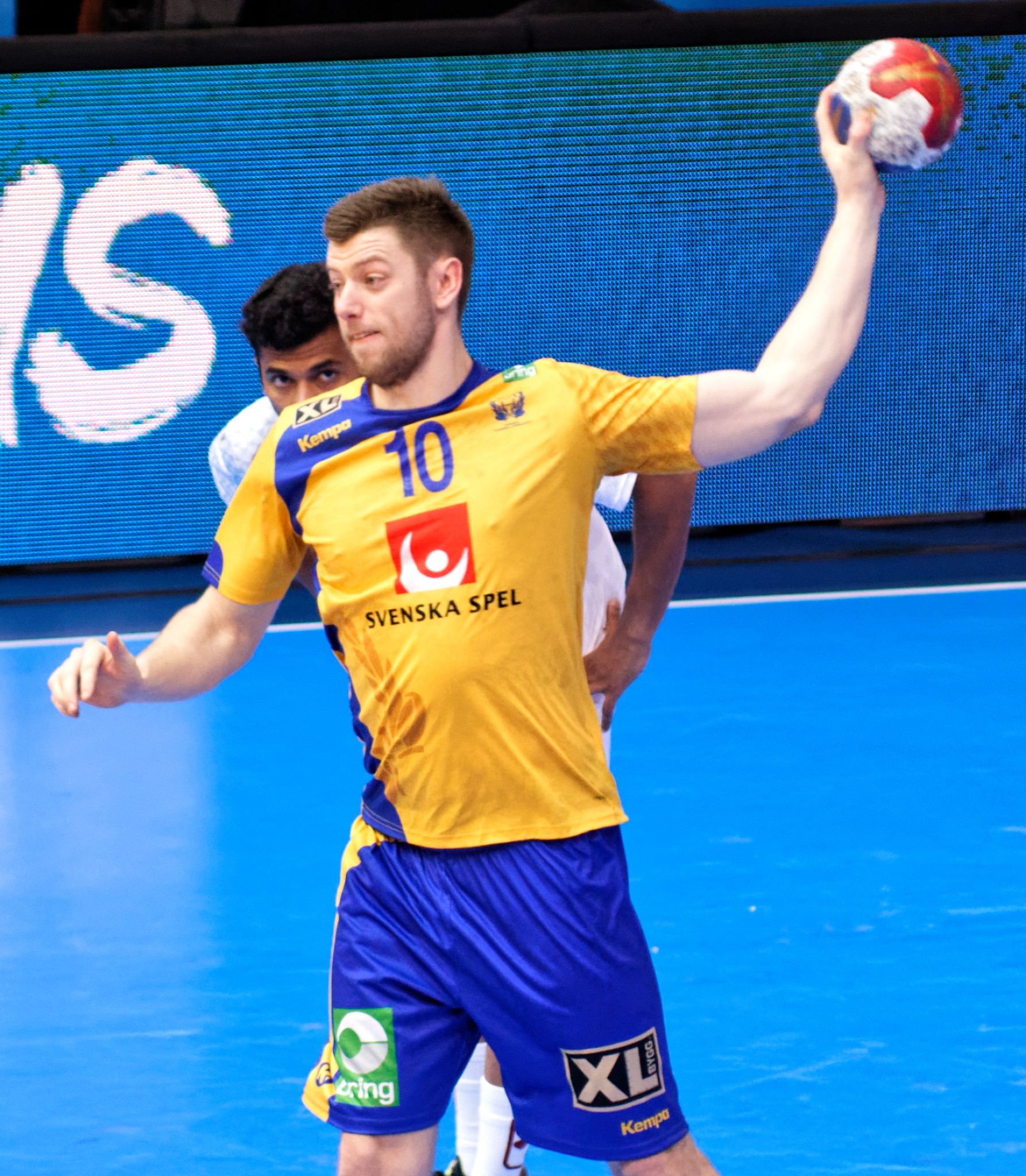
Niclas Ekberg avec la Suède en 2017.

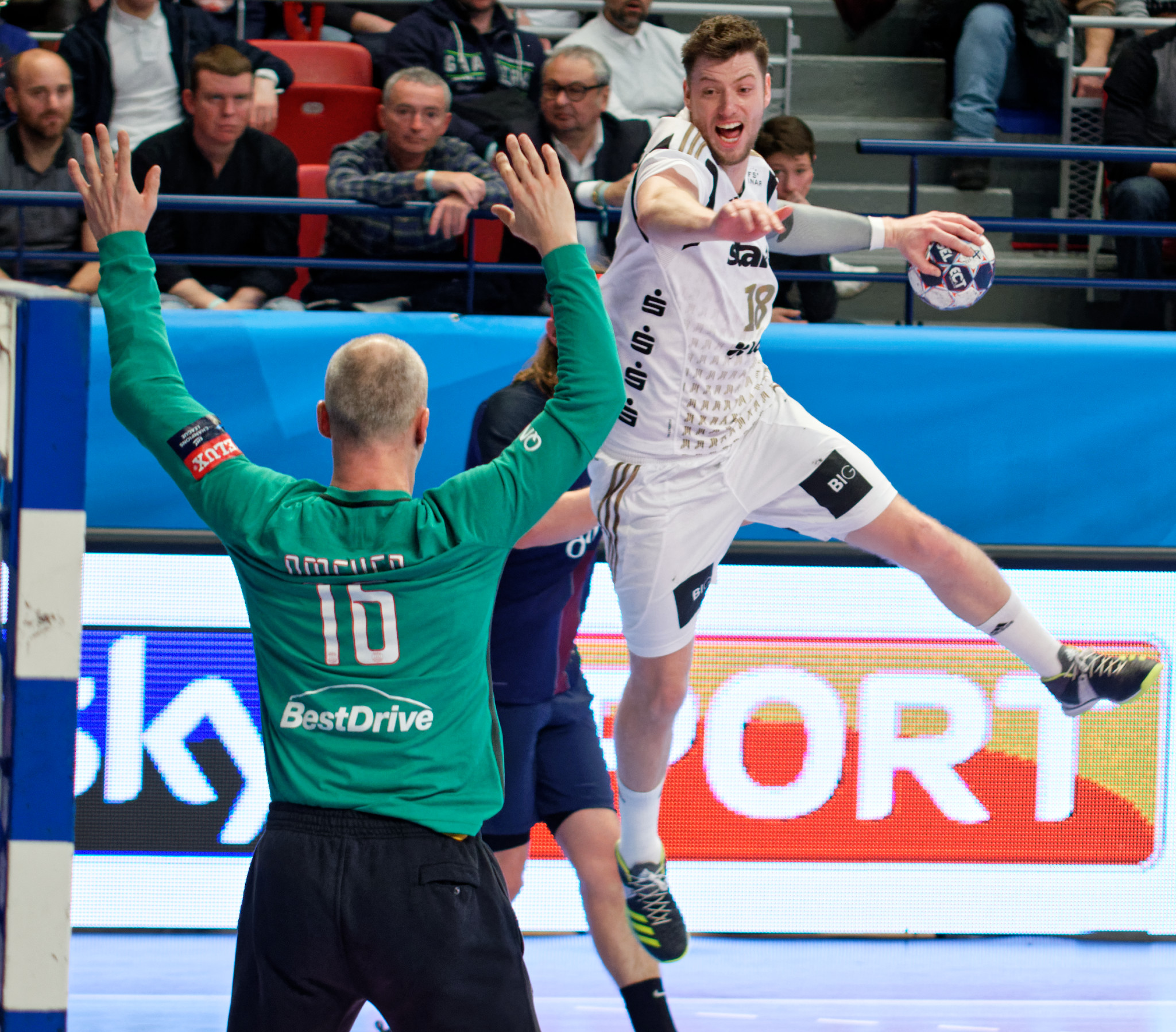
Niclas Ekberg avec Kiel face à Omeyer en 2017.

Niclas Ekberg, né à Ystad le 23 décembre 1988, est un handballeur suédois. 
Gaucher, il évolue au poste d'ailier droit au Ystads IF depuis 2024. Auparavant, il a passé douze saisons avec le club allemand du THW Kiel avec lequel il a notamment remporté une Ligue des champions (C1) en 2020 et cinq Championnats d'Allemagne.
International à partir de 2008, il est notamment vice-champion olympique en 2012 et champion d'Europe en 2022.

## Palmarès

### En club
Compétitions internationales
- Ligue des champions (C1) :
  - Vainqueur (1) : 2020
  - Finaliste (1) : 2014
- Vainqueur de la Coupe de l'EHF (C3) (1) : 2019
- Finaliste de la Coupe du monde des clubs (2) : 2012 et 2019

Compétitions nationales
- Vainqueur du Championnat du Danemark (2) : 2011, 2012
- Vainqueur de la Coupe du Danemark (1) : 2011
- Championnat d'Allemagne
  - Vainqueur (5) : 2013, 2014, 2015, 2020, 2021 et 2023
  - Vice-champion (1) : 2019 et 2022
- Vainqueur de la Coupe d'Allemagne (4) : 2013, 2017, 2019 et 2022
- Supercoupe d'Allemagne
  - Vainqueur (7) : 2012, 2014, 2015, 2020, 2021, 2022, 2023
  - Finaliste (2) : 2013 et 2019

### En sélection nationale
Ses résultats en équipe nationale sont :
Jeux olympiques
- Médaille d'argent aux Jeux olympiques de 2012 à Londres
- 5e place aux Jeux olympiques de 2021 à Tokyo.

Championnats d'Europe
- 15e place au Championnat d'Europe 2010
- 12e place au Championnat d'Europe 2012
- 7e place au Championnat d'Europe 2014
- 8e place au Championnat d'Europe 2016
- Médaille d'argent au Championnat d'Europe 2018
- Médaille d'or au Championnat d'Europe 2022

Championnats du monde
- 4e place au Championnat du monde 2011
- 10e place au Championnat du monde 2015
- 6e place au Championnat du monde 2017
- 5e place au Championnat du monde 2019
- 4e place au Championnat du monde 2023
- 14e place au Championnat du monde 2025

### Distinctions
- Élu meilleur handballeur de la saison en Suède en 2014-2015
- Meilleur buteur des Jeux olympiques de 2012 à Londres
- Meilleur buteur de la Ligue des champions en 2020
- Élu meilleur ailier droit du Championnat du monde 2023
- Élu meilleur ailier droit de la Ligue des champions en 2020
- Élu meilleur ailier droit du Championnat du Danemark en 2010-2011 et 2011-2012
- Élu meilleur espoir et meilleur ailier droit du Championnat de Suède en 2008-2009